# Kiślak
Kiślak (Kiślaki) – wieś w Polsce, w województwie podlaskim, w powiecie monieckim, w gminie Mońki.
W latach 1975–1998 miejscowość administracyjnie należała do województwa białostockiego.
Przed 2023 r. miejscowość była częścią wsi Kulesze.
Według spisu ludności z 30 września 1921 Kiślak zamieszkiwało ogółem 17 osób z czego mężczyzn - 10, kobiet - 7. Budynków mieszkalnych było 3.
Wierni kościoła rzymskokatolickiego należą do parafii św. Klary w Kuleszach.